# Энрикес, Рауль
Рауль Энрикес Арамбула (исп. Raúl Enríquez Arambula; родился 20 мая 1985 года в Суидад-де-Армерия, Мексика) — мексиканский футболист, нападающий клуба «Минерос де Сакатекас».

## Клубная карьера
Энрикес начал карьеру в клубе «Хагуарес Чьяпас». В своём дебютном сезоне он появился на поле в 11 матчах, но так и не смог забить. В 2006 году Рауль перешёл в «Петролерос де Саламанка», где смог проявить себя, как настоящий бомбардир и лидер команды. Энрикес забивал почти в каждом втором матче и привлек внимание многих клубов.
По окончании сезона его трансфер выкупил только что образованный клуб «Тихуана». В новой команде Рауль стал настоящим символом и одним из лучших футболистов за всю историю. В 2010 году Энрикес помог клубу выиграть первенство Ассенсо лиги и выйти в элиту. 24 июля 2011 года в матче против «Монаркас Морелия» он дебютировал в мексиканской Примере. 16 октября в поединке против Пачуки Рауль забил свой первый гол на высшем уровне. После выхода в элиту у команды появились средства на приглашение сильных футболистов, клуб пополнили Дайро Морено, Хосе Санд, а позже Дувьер Риаскос и Альфредо Морено. Энрикес начал получать меньше игрового времени в основном выходя на замену. В 2012 году он стал чемпионом Мексики, этот титул стал первым в истории для «Тихуаны».
Летом 2013 года на правах аренды для получения игровой практики Энрикес перешёл в «Дорадос де Синалоа». 28 июля в матче против «Балленас Галеана» он дебютировал за новую команду. В этом же поединке он забил свой первый гол, реализовав пенальти. Забив в двух матчах два мяча, Рауль вернулся в «Тихуану» из-за того, что ведущие нападающие получили травмы. Он принял участие в девяти матчах и покинул команду. Энрикес стал лучшим бомбардиром «Тихуаны» за всю её историю.
В начале 2014 года Рауль подписал контракт с «Дорадос де Синалоа».

## Достижения
«Тихуана»
- Чемпионат Мексики по футболу — Апертура 2012